# Livezeni (okręg Marusza)
Livezeni (węg. Jedd) – wieś w Rumunii, w okręgu Marusza, w gminie Livezeni. W 2011 roku liczyła 2225 mieszkańców.